# العون (بني حمايد)
العون هو دُوَّار يقع بجماعة الخروب، إقليم تطوان، جهة طنجة تطوان الحسيمة في المملكة المغربية. ينتمي الدوّار لمشيخة بني حمايد التي تضم 10 دواوير. يقدر عدد سكانه بـ 316 نسمة حسب الإحصاء الرسمي للسكان والسكنى لسنة 2004.

## روابط خارجية
- البوابة الوطنية للجماعات الترابية
- المندوبية السامية للتخطيط